# Le Quotidien des femmes
Pour les articles homonymes, voir Femme (homonymie).
Le Quotidien des femmes est un journal lancé en 1974 par les éditions Des femmes et le collectif Psychanalyse et Politique du Mouvement de libération des femmes (MLF), animés par Antoinette Fouque. C'est un des titres qui prennent la relève du journal Le torchon brûle, lancé en 1971 par les militantes du MLF et qui a cessé de paraître en 1973. 
Le journal traite du quotidien des femmes mais sa parution est irrégulière et cesse en 1976, après dix numéros. En décembre 1977, les éditions Des femmes lancent un nouveau titre, Des femmes en mouvements.

## Archives
La bibliothèque Marguerite-Durand (13e arrondissement de Paris) en conserve des numéros.